# Orquestra de Dones d'Auschwitz

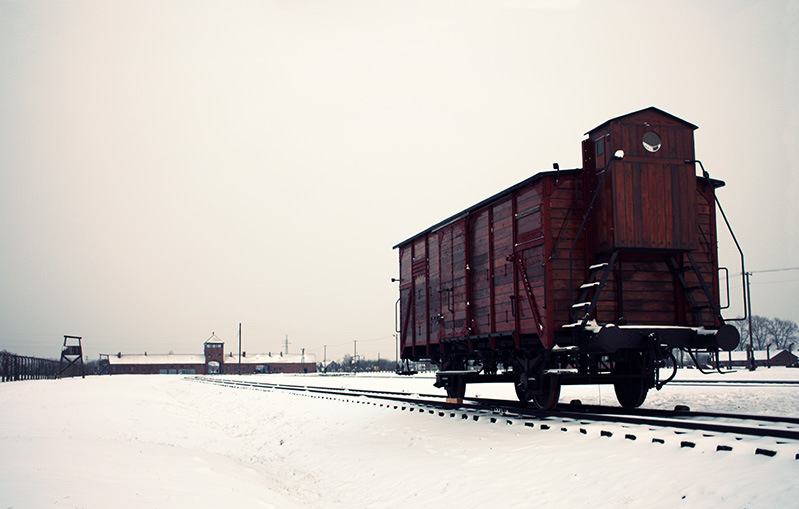
Vista del camp d'Auschwitz II-Birkenau

L'Orquestra de dones d'Auschwitz es va formar per ordre de les SS el 1943, durant l'Holocaust, al camp d'extermini d'Auschwitz II-Birkenau a la Polònia ocupada pels alemanys. Activa durant dinou mesos —de l'abril de 1943 fins a l'octubre de 1944—, l'orquestra estava formada principalment per joves preses jueves i eslaves, de nacionalitats diverses, que assajaven fins a deu hores al dia per tocar música considerada útil en el funcionament del campament. També van celebrar un concert cada diumenge per a la SS.

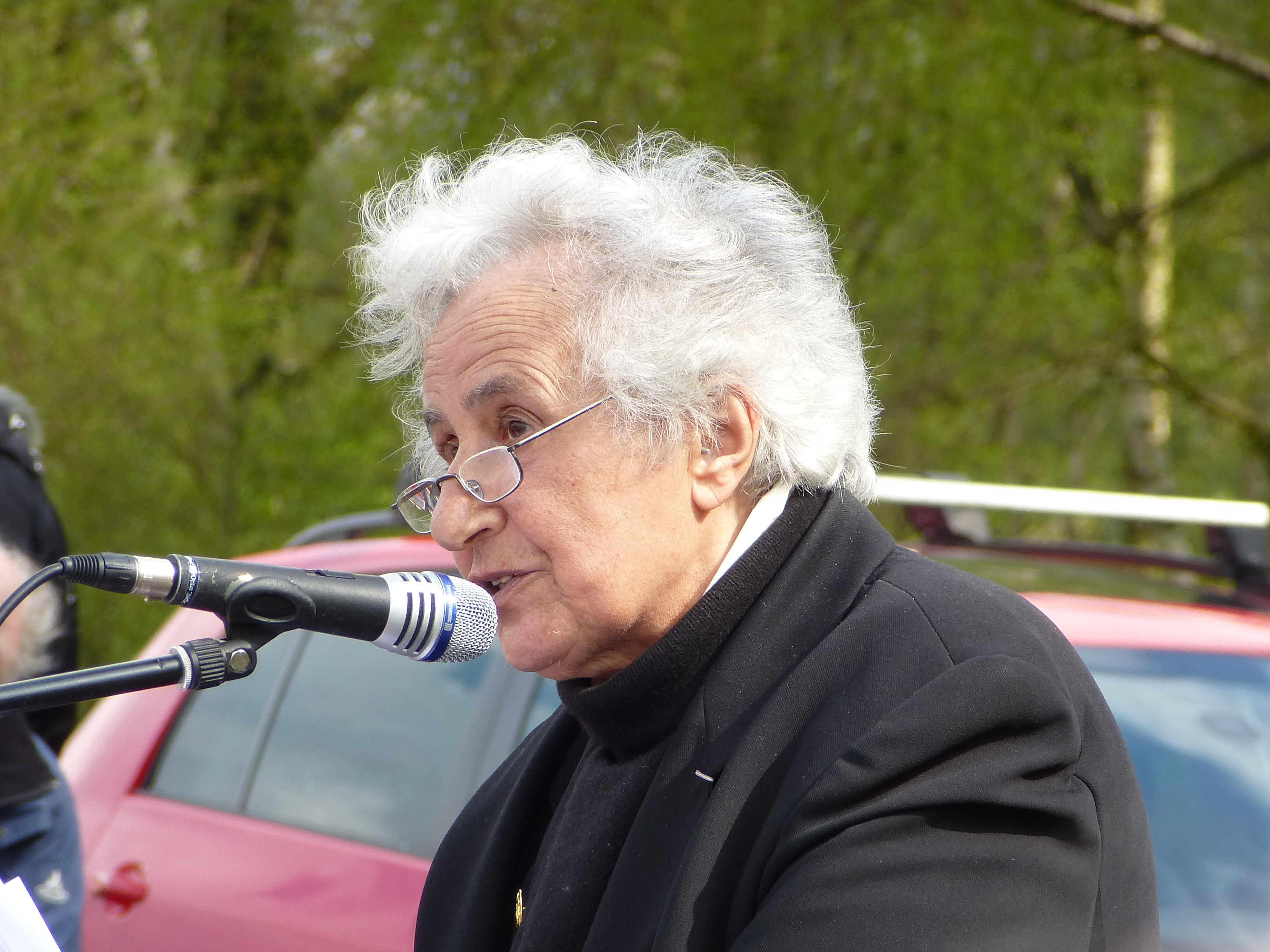
Anita Lasker-Wallfisch, un de les poques dones de l'orquestra que van sobreviure

Un membre de l'orquestra, Fania Fénelon, va publicar les seves experiències com a autobiografia, Sursis pour l'orchestre (1976), que va aparèixer en anglès amb el títol Playing for Time (1977). El llibre va ser la base d'una pel·lícula de televisió del mateix nom el 1980, amb un guió escrit per Arthur Miller.

## Formació
L'orquestra va ser formada a l'abril de 1943 per la SS-Oberaufseherin Maria Mandel, superintendent del camp de dones d'Auschwitz, i pel SS-Hauptsturmfuhrer Franz Hössler, el comandant del camp de dones. Els alemanys volien una eina de propaganda per als visitants i els informatius del camp i una eina per augmentar la moral del campament. Dirigida inicialment per una professora de música polonesa Zofia Czajkowska, l'orquestra va romandre petita fins que les jueves hi van ser admeses el maig de 1943. Els seus membres provenien de molts països, inclosos Àustria, Bèlgica, Txecoslovàquia, França, Alemanya, Grècia, Hongria, Polònia, els Països Baixos, Rússia i Ucraïna.
Segons la professora de música Susan Eischeid, l'orquestra tenia vint membres al juny de 1943; el 1944 tenia 42-47 instrumentistes i 3-4 copistes musicals. El seu paper principal era tocar (sovint durant hores i hores en qualsevol condició meteorològica) a la porta del campament de dones quan les colles de treball marxaven i tornaven. També podrien tocar durant la "selecció" i a la infermeria.
Els primers mesos, el conjunt estava format principalment per músiques aficionades, amb una secció de corda, acordions i mandolina; li faltava una secció de baixos. L'orquestra va adquirir els seus instruments i partitures de l'orquestra masculina del campament principal d'Auschwitz. El repertori de l'orquestra era bastant limitat, pel que fa a les partitures disponibles, el coneixement de la directora i els desitjos dels SS. Tocaven sobretot cançons de marxa alemanyes, així com les cançons populars i militars poloneses que Czajkowska coneixia de memòria. Incloïa dues músiques professionals, la violoncel·lista Anita Lasker-Wallfisch i la vocalista/pianista Fania Fénelon, cadascuna de les quals va escriure memòries del seu temps a l'orquestra. Wallfisch, per exemple, va recordar que li havien dit que interpretés el Träumerei de Schumann per a Josef Mengele. També en va formar part Esther Bejarano, que tocava l'acordió i Hilde Grünbaum, alemanya, que tocava el violí.

## Directores
La primera directora de l'orquestra, Zofia Czajkowska, professora de música polonesa, va estar activa des de l'abril de 1943 fins que va ser substituïda per Alma Rosé, violinista jueva austríaca, a l'agost d'aquest mateix any.
Filla d'Arnold Rosé, director de l'Orquestra Filharmònica de Viena, i neboda de Gustav Mahler, Rosé havia estat la directora de la Wiener Walzermädeln, una petita orquestra de Viena, i havia arribat a Auschwitz des del camp d'internament de Drancy a París. Amb l'arribada d'Alma, la banda va experimentar una transformació significativa. El nombre de membres va créixer i s'hi incorporaren, entre d'altres, les músiques professionals Anita Lasker-Wallfisch i Fania Fénelon. L'exigència i el compromís van augmentar i la dedicació i l'esforç de les músiques va tenir com a conseqüència que poguessin oblidar momentàniament on eren i continuar alimentant l'esperança de sobreviure.
El gener de 1944, l'orquestra comptava amb quaranta-set membres, incloses cinc cantants. Rosé va morir sobtadament el 5 d'abril de 1944, possiblement per intoxicació alimentària, després de sopar amb un kapo. La tercera directora va ser Sonia Winogradowa, una pianista ucraïnesa. Per diverses raons, incloses la reducció del temps d'assaig i la manca d'experiència de Winogradowa, l'actuació de l'orquestra va disminuir. Va deixar d'actuar a l'octubre de 1944.

## Trasllat a Bergen-Belsen
L'1 de novembre de 1944, els membres jueus de l'orquestra de dones van ser evacuats amb un cotxe de bestiar al camp de concentració de Bergen-Belsen, a Alemanya, on no hi havia ni orquestra ni privilegis especials. Tres membres, Lola Kroner, Julie Stroumsa i Else Miller Felnstein, van morir allí. El 18 de gener de 1945, dones no jueves de l'orquestra, incloses diverses poloneses, van ser evacuades al camp de concentració de Ravensbrück. Fénelon va ser entrevistada per la BBC el 15 d'abril de 1945, el dia de l'alliberament de Bergen-Belsen per part de les tropes britàniques, i va cantar La Marsellesa i God Save the King.

## Llibres
La publicació més coneguda sobre l'orquestra és el llibre de memòries de Fania Fénelon, Sursis pour l'orchestre, aparegut a París el 1976 i l'any següent a Nova York traduït a l'anglès, amb el títol Playing for Time. Les memòries i la posterior adaptació televisiva van ocupar un lloc important en la divulgació de l'Holocaust. Això va ser una font de frustració per a altres supervivents de l'orquestra, que no estaven d'acord amb el relat de Fénelon, en particular la seva descripció d'Alma Rosé i diverses altres músiques, i la poca consideració per part de Fénelon del vincle i el suport entre elles. Fénelon presenta Rosé com una jueva cruel i disciplinada que s'odiava ella mateixa, que admirava els nazis i hi estava a favor. Una biografia d'Alma Rosé: De Viena a Auschwitz (2000), de Richard Newman i Karen Kirtley, amiga de la família Rosé, en presenta una imatge molt diferent.

## Films
- Linda Yellen (1980). Playing for Time, Pel·lícula de televisió basada en l'adaptació escènica d'Arthur Miller.
- Christel Priemer (1992). Esther Bejarano i les dones de l'Orquestra d'Auschwitz.
- Michel Daeron (2000). Bach en Auschwitz.